# Muhlenberg Park
Muhlenberg Park es un lugar designado por el censo ubicado en el condado de Berks en el estado estadounidense de Pensilvania. En el Censo de 2010 tenía una población de 1420 habitantes y una densidad poblacional de 1.495,51 personas por km².

## Geografía
Muhlenberg Park se encuentra ubicado en las coordenadas 40°23′12″N 75°56′24″O / 40.38667, -75.94000. Según la Oficina del Censo de los Estados Unidos, Muhlenberg Park tiene una superficie total de 1.53 km², de la cual 1.53 km² corresponden a tierra firme y (0%) 0 km² es agua.

## Demografía
Según el censo de 2010, había 1420 personas residiendo en Muhlenberg Park. La densidad de población era de 1.495,51 hab./km². De los 1420 habitantes, Muhlenberg Park estaba compuesto por el 93.31% blancos, el 2.61% eran afroamericanos, el 0.14% eran amerindios, el 0.14% eran asiáticos, el 0% eran isleños del Pacífico, el 2.39% eran de otras razas y el 1.41% pertenecían a dos o más razas. Del total de la población el 8.66% eran hispanos o latinos de cualquier raza.